# 原藤右門
原 藤右門（はら とううもん、1895年（明治28年）6月30日 - 1947年（昭和22年）4月11日）は、大正から昭和前期の実業家、政治家。衆議院議員、大阪府泉南郡春木町長。

## 経歴
大阪府南郡北掃守村（泉南郡北掃守村、春木町を経て現岸和田市）で、富豪・原精一の長男として生まれる。1905年（明治38年）家督相続。大阪府立農学校の園芸科（現大阪府立園芸高等学校）で学び、1913年（大正2年）同校を卒業した。1931年に日恵（日本エチオピア）貿易協会を設立。
東洋帆布取締役、北掃守村信用組合主管、府中織物常務取締役、和泉織物常務取締役、帝国産業取締役、泉北郡織物工業組合連合会理事長、同織物製造統制組合理事長、綿フス統制会資材部長、同理事などを務めた。
政界では春木町長、泉南郡町村長会副会長に在任。1946年（昭和21年）4月の第22回衆議院議員総選挙に大阪府第2区から無所属で出馬して当選し、衆議院議員に1期在任した。この間、日本自由党総務、同民情部副部長などを務めた。

## 親族
妻の尾上は和泉織物社長・白井治平の長女。伯父にマッチ製造などで成功した播磨喜三良がいる。